# Xandrames postmarginata
Xandrames postmarginata är en fjärilsart som beskrevs av Alfred Ernest Wileman och South 1917. Xandrames postmarginata ingår i släktet Xandrames och familjen mätare. Inga underarter finns listade i Catalogue of Life.